# Schillerhain (Leipzig)

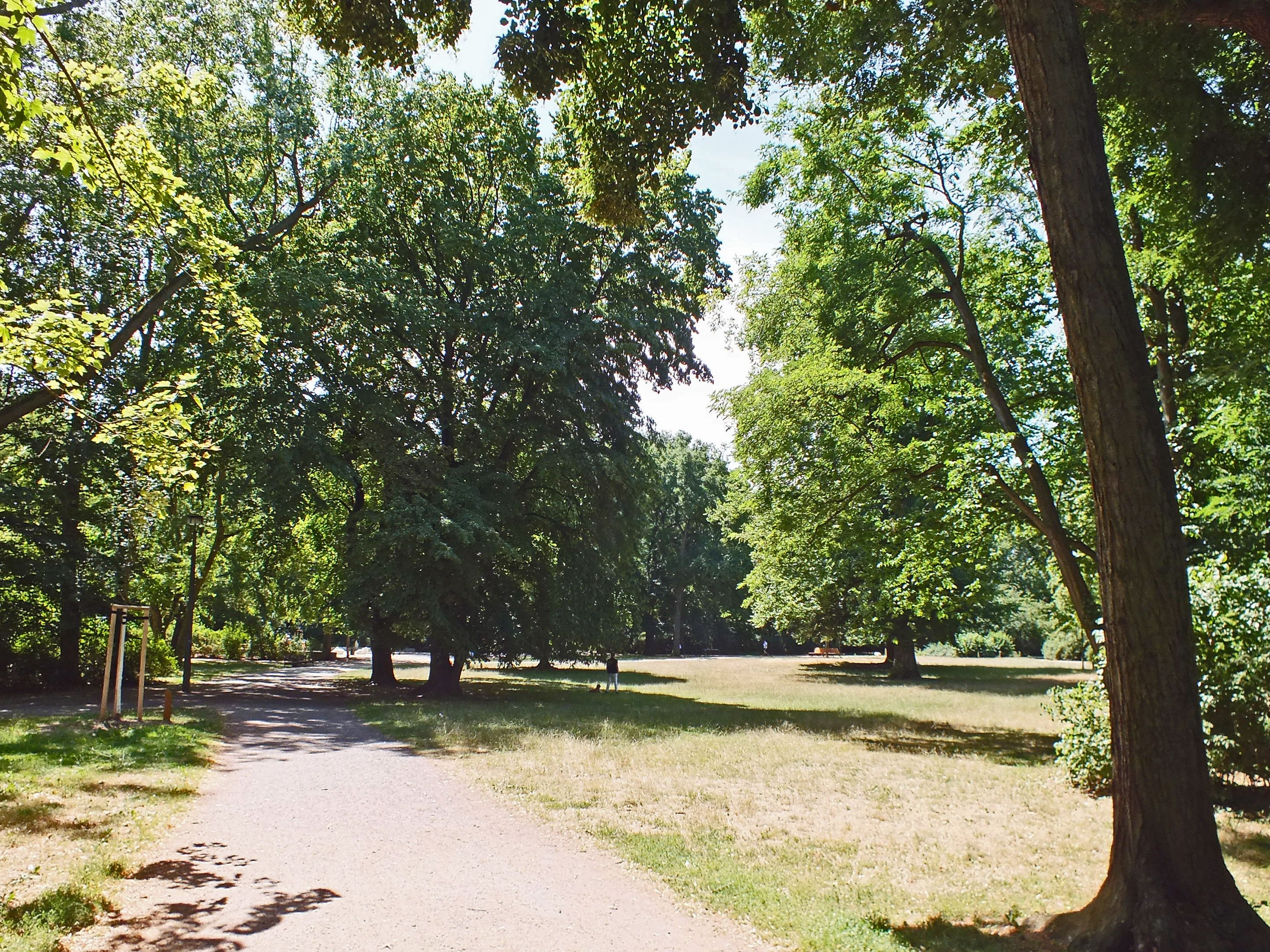
Schillerhain

Der Schillerhain ist eine kleine Parkanlage mit Spielplatz im Leipziger Stadtteil Gohlis. Sie steht unter Denkmalschutz.

## Lage
Der Schillerhain liegt am nördlichen Rand des Rosentals. Er wird begrenzt von der Platner-, der Stallbaum- und der Weinligstraße sowie der Parthe, die ihn vom Rosental trennt. Das Areal des Schillerhains ist Leipziger Flur. Wegen seiner Nähe zu Gohlis wird er aber dieser zugerechnet, und seit der kommunalen Neuordnung von Leipzig von 1992 gehört er zum Ortsteil Gohlis-Süd. Die Fläche des Schillerhains beträgt 1,48 Hektar.

## Geschichte

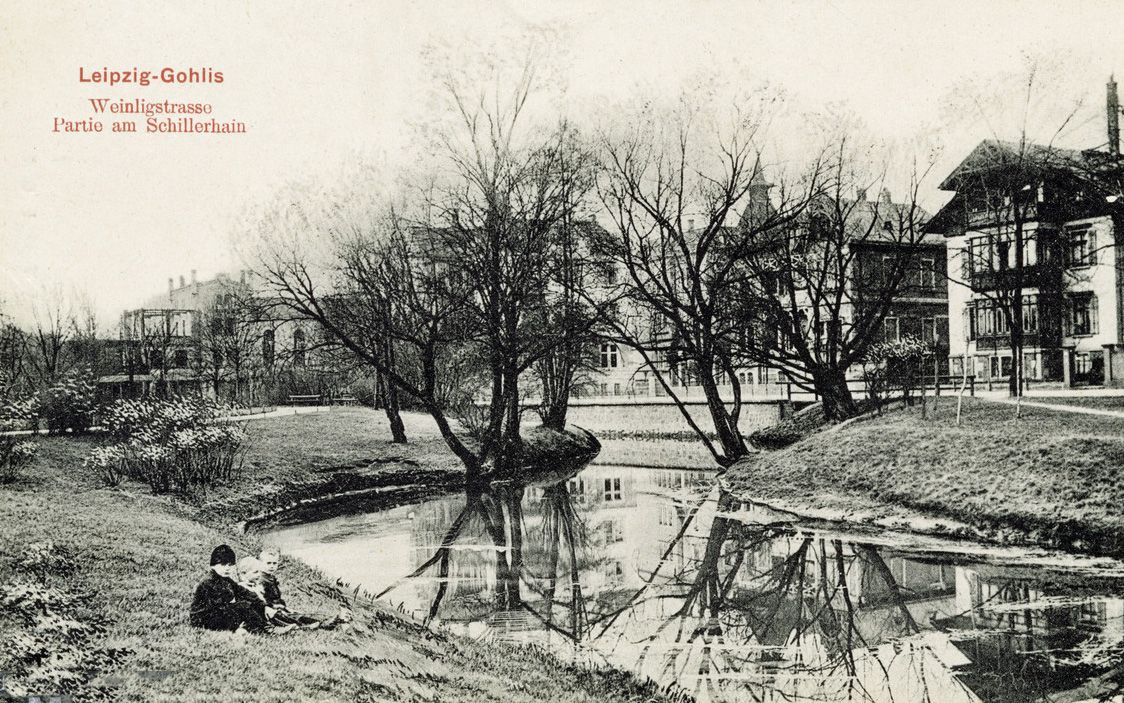
Parthe-Nebenarm am Schillerhain (um 1910)
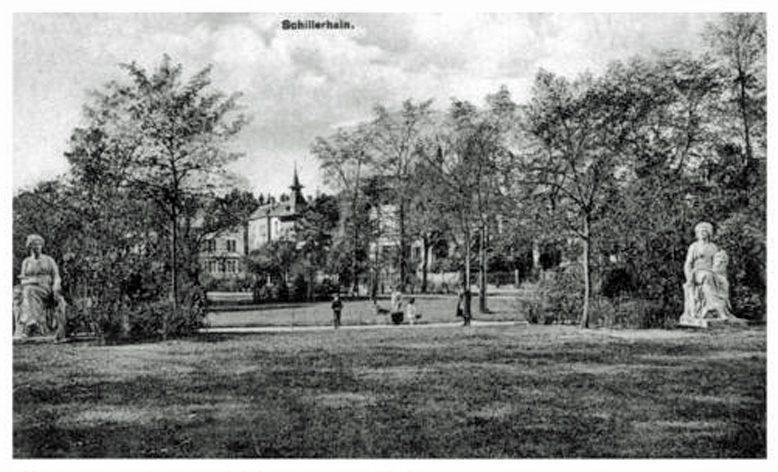
Musenfiguren im Schillerhain (um 1920)

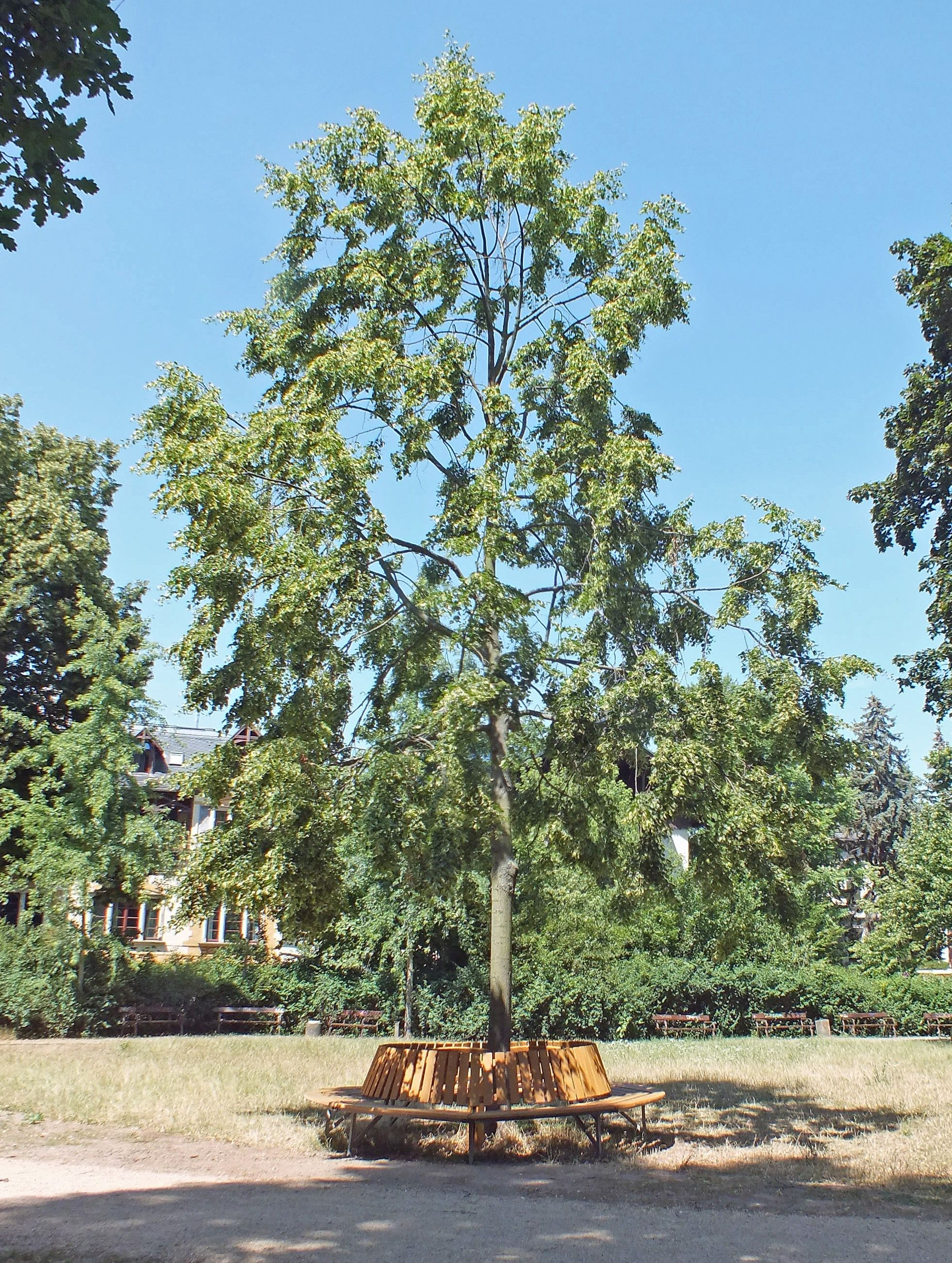
Neue Schillerlinde (2023)

Bis zum Beginn des 20. Jahrhunderts bildete ein Nebenarm der Parthe eine kleine Insel, auf der an eben diesem Nebenarm die Gohliser Mühle betrieben wurde. Auf dieser Insel befand sich auch eines der drei in der Badeordnung von 1784 ausgewiesenen Flussbäder.
Im Stadtplan von 1902 ist das Flussbad verschwunden und auf dem Großteil der Insel sind parkähnlich verlaufende Wege und ein Spielplatz eingezeichnet.
Ab 1904 wurde das Gebiet im Hinblick auf die nördlich und westlich anwachsende, teils gehobene Wohnbebauung zunächst als „Gartenanlage am Gohliser Wehr“ neu gestaltet. Der hundertste Todestag Friedrich Schillers (1759–1805) und seine Verbindung mit Gohlis durch seinen Aufenthalt hier im Sommer 1785 waren Anlass und Grund, der Anlage den Namen Schillerhain zu geben, was am 7. Mai 1905 in einer Feier und mit dem Pflanzen einer Schillerlinde vollzogen wurde.
Bis zu seiner Verfüllung verlief der Nebenarm der Parthe am Nordwestrand des Schillerhains noch als offenes Gewässer. 1910 wurden zwei Sandsteinfiguren, die der Leipziger Bildhauer Hermann Knaur  (1811–1872) für das  Neue Theater in Leipzig geschaffen hatte, im Schillerhain aufgestellt. Sie hatten als Thalia und Melpomene, die Musen der Komödie und der Tragödie, ab der Eröffnung 1868 bis 1887 am Eingang des Theaters gestanden, bevor sie auf dem Bauhof zwischengelagert wurden. Wie lange sie im Schillerhain gestanden haben und auf welche Weise sie verschwunden sind, ist nicht bekannt.
Der Schillerhain wurde Anfang der 1950er Jahre umgestaltet und ein Spielplatz eingerichtet. Etwa zur gleichen Zeit verschwand die Schillerlinde aus den Stadtplänen. Anlässlich des 200. Todestages Schillers stiftete das Leipziger Friedrich-Schiller-Gymnasium im Rahmen der Aktion Eine baumstarke Stadt eine neue Schillerlinde. Sie ist von einer Ruhebank umgeben.
Nach einer weiteren Umgestaltung  im Jahr 1989 wurde der Spielplatz 2023 völlig neu gestaltet.

## Beschreibung

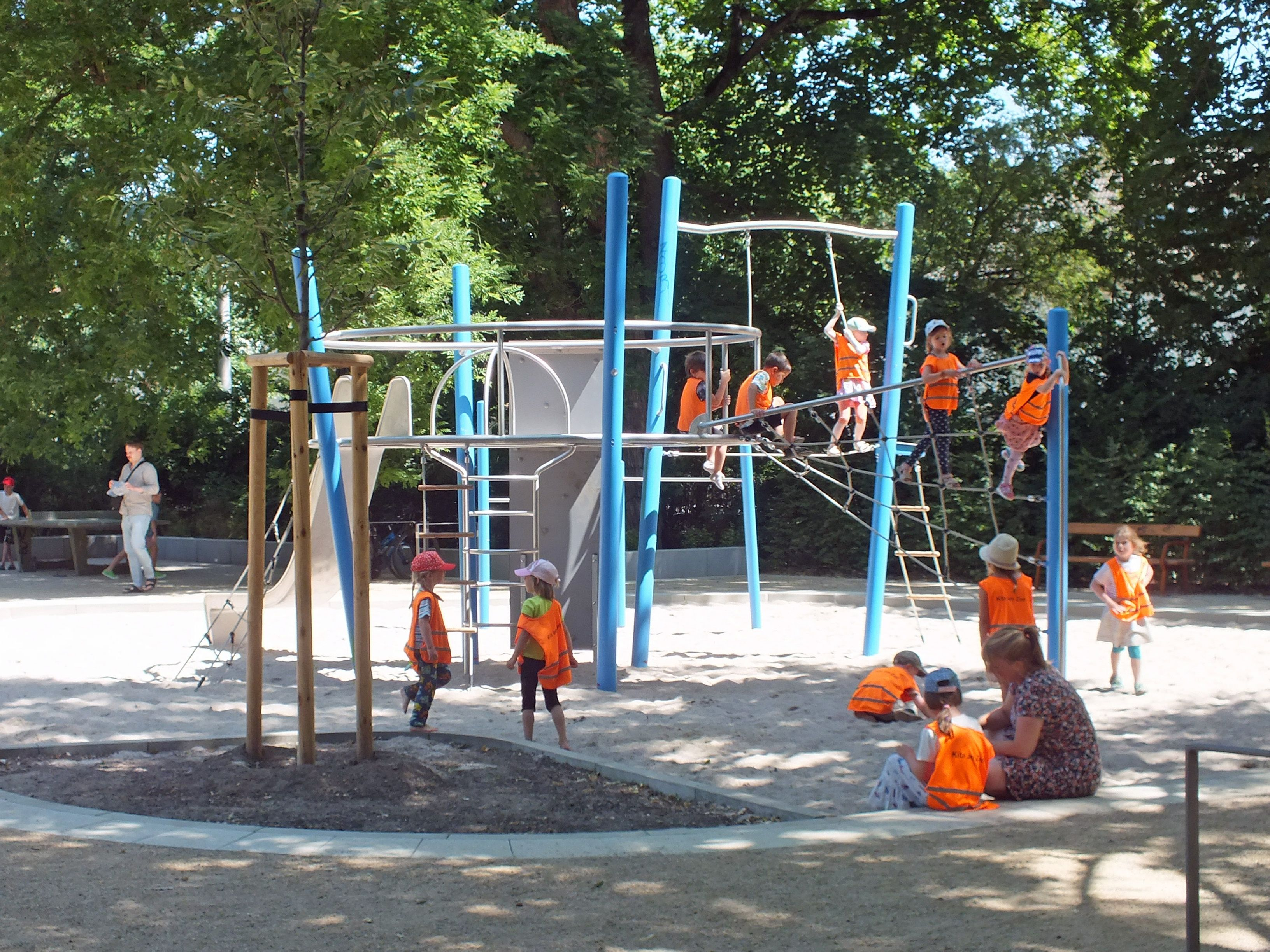
Betrieb am Klettergerüst (2023)
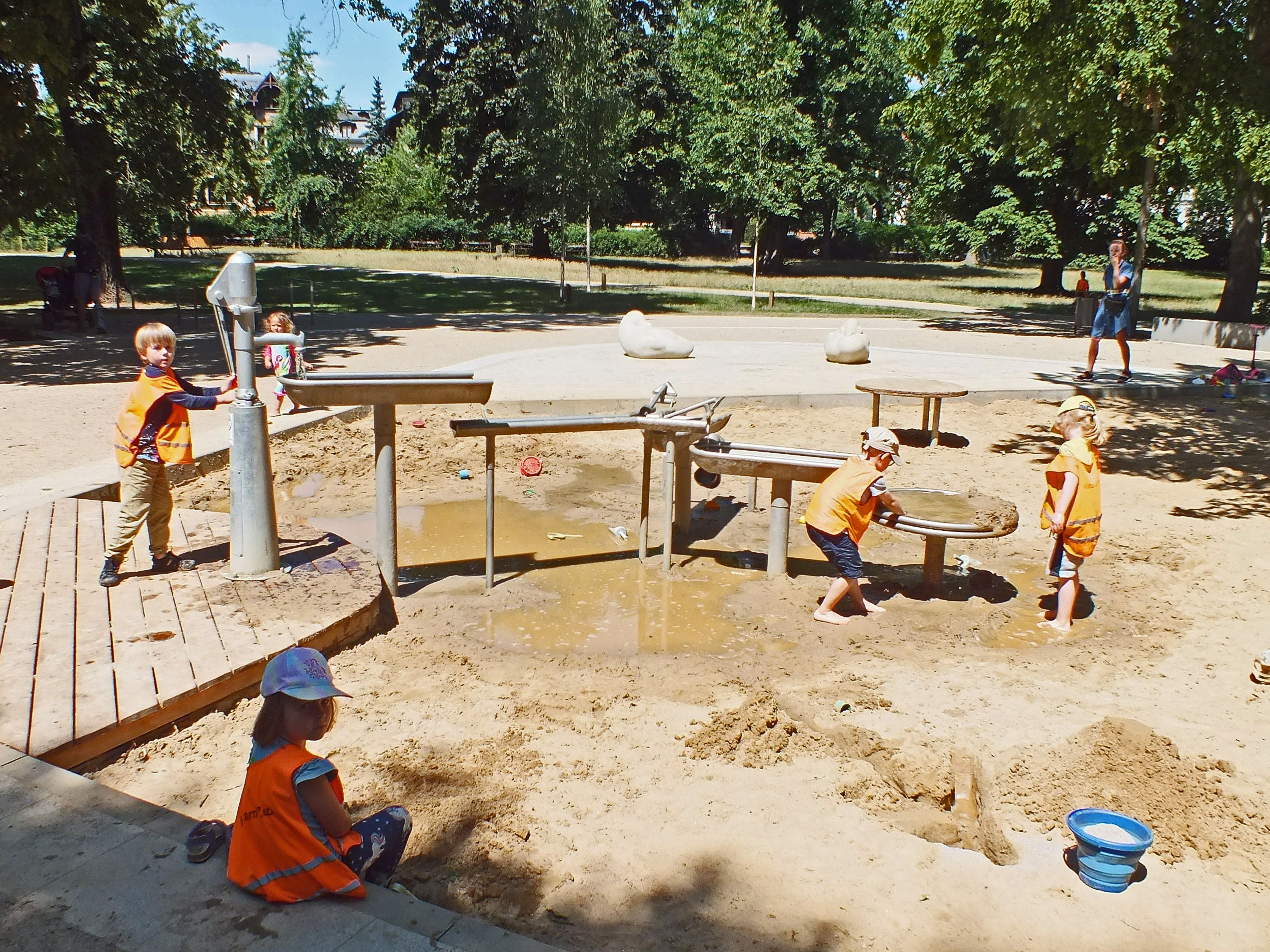
Am Wasserspielbereich (2023)

Der Schillerhain ist ein reichlich Baumbestand verschiedenen Alters aufweisendes Wiesengelände. Es finden sich mehrere Lindenarten, Weißbuche, Feldahorn, Robinie und Rosskastanie. Ein besonderes Exemplar ist eine Roteiche mit einem Stammdurchmesser von einem Meter und weit ausladender Krone, die im Herbst durch ihre Laubfärbung besticht. Buschwerk ist nur gering vertreten, Blumen fehlen völlig. An den vier den Park durchlaufenden Wegen stehen Ruhebänke.
In der Südostecke befindet sich der Kinderspielplatz mit einer Brunnenanlage und einem großen Klettergerüst. Das mit einer Schwengelpumpe geförderte Wasser bietet zahlreiche Spielmöglichkeiten.
Von der Südseite des Hains führt der Schillersteg über die Parthe ins Rosental.